# Siegtal-Gymnasium
Das Siegtal-Gymnasium (kurz SGE) ist ein Gymnasium der Gemeinde Eitorf in Nordrhein-Westfalen.

## Geschichte
Als Vorläufer des heutigen Gymnasiums wurde am 27. April 1909 die „Höhere katholische Knabenschule“ in Eitorf mit 17 Schülern gegründet, die im katholischen Vereinshaus an der Asbacher Straße ihren Sitz hatte. Nach der Schließung der „Höheren Töchterschule“ 1923 wurden die Schülerinnen in die Knabenschule übernommen. Von 1943 bis 1968 fand der Unterricht im heutigen Gebäude des Theaters am Park statt, das Schulgebäude Am Eichelkamp wird seit 1968 genutzt. Dieses wurde aufgrund wachsender Schülerzahlen mehrfach erweitert, zuletzt 2011 um das Naturwissenschaftliche Zentrum „Leonardo“, das auch Aula und Mensa beherbergt.
Der Übergang der Schule zu einem Gymnasium vollzog sich 1966, als der erste Abiturjahrgang verabschiedet wurde. 1979 beschloss der Eitorfer Gemeinderat die Umbenennung zum Siegtal-Gymnasium.

## Schulprofil
Im Sprachenbereich können Latein und Französisch als zweite Fremdsprache ab Jahrgangsstufe 7 belegt werden. Ab der 9. Klassenstufe werden die  Wahlpflichtfächer Informatik, Ernährungslehre, Pädagogik und Theater und Musik angeboten. Ab der Oberstufe kann Spanisch als zweite Fremdsprache an Stelle von Latein oder Französisch oder als dritte Fremdsprache ergänzend gewählt werden.
Ebenso kann in der Jahrgangsstufe 11 (Q1) ein Literaturkurs belegt werden, der nach einem Jahr in der Aufführung eines großen Theaterstücks oder einzelner kleiner Inszenierungen im Rahmen der Theaternacht endet.
Das Gymnasium unterhält Austauschprogramme mit Schulen in England, Frankreich und Polen. 2019 wurde das SGE als Fairtrade-Schule ausgezeichnet.

## Schüler*innenvertretung
Die Schüler*innenvertretung des Siegtal-Gymnasiums (kurz SV SGE) veranstaltete in den Jahren 2006, 2007 und 2008 die Konzertreihe "Bands on Tour" in der Eitorfer Siegparkhalle. Nach der Flutkatastrophe im Ahrtal im Jahr 2022 unterstützte die SV des Siegtal-Gymnasiums die SV des Are-Gymnasiums mit einer Spendenaktion, die circa 3.400 € einbrachte.
Am 13. März 2024 beteiligte sich die SV am landesweiten Bildungsprotest der Landesschüler*innenvertretung NRW. Auch Schulen aus dem Umkreis nahmen teil. Am 25. Juni 2025 fand erneut eine Demonstration unter dem landesweiten Motto "Eine Schule für uns - eine Schule für alle!" statt; gefordert wurden unter anderem die Abschaffung des mehrgliedrigen Schulsystems und die Abschaffung der Schuldenbremse, um Investitionen ins Bildungssystem zu ermöglichen.
Sie ist Teil der Bezirksschüler:innenvertretung Bonn-Rhein-Sieg.

## Bekannte Schüler
- Andreas Krautscheid (* 1961), Politiker (CDU) und Manager
- Uwe Jean Heuser (* 1963), Journalist
- Thomas Hänscheid (* 1964), Mediziner
- Pia Ampaw (* 1976), Theater- und Filmschauspielerin sowie Fernsehmoderatorin